# Lijst van Italiaanse bergpassen
Dit artikel geeft een lijst van Italiaanse bergpassen gesorteerd op hoogte.
| Naam                       | Hoogte | Van - naar                                       | Provincie - land          | Wegdek    | Winter-afsluiting | Max. stijging | Tunnel |
| -------------------------- | ------ | ------------------------------------------------ | ------------------------- | --------- | ----------------- | ------------- | ------ |
| Sommeiller                 | 3009 m | Bardonecchia                                     | Turijn - Rhône-Alpes (F)  | steenslag | Ja                | 6,5%          | Nee    |
| Stelvio                    | 2758 m | Bormio - Prato allo Stelvio                      | Sondrio - Bolzano         | asfalt    | Ja                | 7,8%          | Nee    |
| Agnello                    | 2748 m | Pontechianale - Molines-en-Queyras               | Cuneo - Frankrijk         | asfalt    | Ja                | 14%           | Nee    |
| Gavia                      | 2621 m | Sta. Caterina Valfurva - Ponte di Legno          | Sondrio - Brescia         | asfalt    | Ja                | 14%           | Nee    |
| Nivolet                    | 2612 m | Ceresole Reale - Ponte (noordzijde onberijdbaar) | Turijn - Aosta            | asfalt    | Ja                | 9,5%          | Nee    |
| Umbrail                    | 2502 m | Bormio - Sta. Maria                              | Sondrio - Zwitserland     | asfalt    | Ja                | 10%           | Nee    |
| Timmelsjoch                | 2491 m | San Leonardo in Passiria - Hochgurgl             | Bolzano Oostenrijk        | asfalt    | Ja                | 11%           | Nee    |
| Colle dei Morti            | 2481 m | Pradleves - Demonte                              | Cuneo                     | asfalt    | Ja                | 11%           | Nee    |
| Colle della Bandia         | 2481 m | Altopiano della Bandia - Colle di Magherina      | Cuneo                     | steenslag | Ja                | 7%            | Nee    |
| Grote St. Bernard          | 2473 m | Aosta - Martigny                                 | Aosta - Zwitserland       | asfalt    | Ja                | 10%           | Ja     |
| Assietta                   | 2472 m | Colle delle Finestre - Sestriere                 | Turijn                    | steenslag | Ja                | 8%            | Nee    |
| Colle di Valcavera         | 2416 m | Demonte* - Altopiano della Bandia                | Cuneo                     | asfalt*   | Ja                | 10,5%         | Nee    |
| Colle Esischie             | 2370 m | Pradleves - Stroppo                              | Cuneo                     | asfalt    | Ja                | 9%            | Nee    |
| Lombarda                   | 2351 m | Vinadio - Isola                                  | Cuneo - Frankrijk         | asfalt    | Ja                | 9,1%          | Nee    |
| Forcola di Livigno         | 2315 m | Livigno - Berninapasweg                          | Sondrio - Zwitserland     | asfalt    | Ja                | 12,7%         | Nee    |
| Foscagno                   | 2291 m | Valdidentro - Trepalle                           | Sondrio                   | asfalt    | Nee               | 10,5%         | Nee    |
| Sampeyre                   | 2284 m | Sampeyre - Stroppo                               | Cuneo                     | asfalt    | Ja                | 11,6%         | Nee    |
| Pfitscherjoch              | 2251 m | Vipiteno - Ginzling                              | Bolzano Oostenrijk        | steenslag | Ja                | 10%           | Nee    |
| Pordoi                     | 2239 m | Canazei - Arabba                                 | Trente - Belluno          | asfalt    | Ja                | 11%           | Nee    |
| Sella                      | 2234 m | Canazei - Selva di Val Gardena                   | Trente - Bolzano          | asfalt    | Ja                | 11%           | Nee    |
| Giau                       | 2233 m | Cortina d'Ampezzo - Selva di Cadore              | Belluno                   | asfalt    | Ja                | 11%           | Nee    |
| Eira                       | 2208 m | Trepalle - Livigno                               | Sondrio                   | asfalt    | Nee               | 15,4%         | Nee    |
| Valparola                  | 2192 m | Cortina d'Ampezzo - Corvara                      | Bolzano - Belluno         | asfalt    | Nee               | 9,5%          | Nee    |
| Kleine Sint-Bernhard       | 2188 m | Canazei La Thuile - Séez                         | Valle d'Aosta - Frankrijk | asfalt    | Ja                | 9%            | Nee    |
| Finestre                   | 2176 m | Fenestrelle - Susa                               | Turijn                    | steenslag | Ja                | 10,7%         | Nee    |
| Giogo di Bala              | 2129 m | Maniva* - Passo del Croce Dominii                | Brescia                   | asfalt*   | Ja                | ?             | Nee    |
| Gardena                    | 2121 m | Selva in Val Gardena - Corvara                   | Bolzano                   | asfalt    | Nee               | 10%           | Nee    |
| Splügenpas                 | 2115 m | Chiavenna - Splügen                              | Sondrio - Zwitserland     | asfalt    | Ja                | 9,1%          | Nee    |
| Goletto la Grapa           | 2115 m | Maniva* - Passo del Croce Dominii                | Brescia                   | steenslag | Ja                | ?             | Nee    |
| Falzarego                  | 2105 m | Cortina d'Ampezzo - Arabba                       | Belluno                   | asfalt    | Nee               | 8,3%          | Nee    |
| Jaufenpas                  | 2099 m | Vipiteno - San Leonardo in Passiria              | Bolzano                   | asfalt    | Nee               | 10%           | Nee    |
| Col Carette di Val Bighera | 2087 m | Alpe Foppa                                       | Brescia                   | asfalt    | Ja                | 7,9%          | Nee    |
| Goletto delle Crocette     | 2071 m | Maniva* - Passo del Croce Dominii                | Brescia                   | asfalt*   | Ja                | ?             | Nee    |
| Dasdana                    | 2070 m | Maniva* - Passo del Croce Dominii                | Brescia                   | asfalt*   | Ja                | ?             | Nee    |
| Fedaia                     | 2057 m | Canazei - Caprille                               | Trente - Belluno          | asfalt    | Nee               | 16%           | Nee    |
| Staller Sattel             | 2052 m | Anterselva di Sopra - Sankt Jacob in Deferegen   | Bolzano - Oostenrijk      | asfalt    | Nee               | 12,8%         | Nee    |
| Manghen                    | 2047 m | Molina di Fiemme - Borgo Valsugana               | Trente                    | asfalt    | Nee               | 10,5%         | Nee    |
| Lavena                     | 2042 m | Maniva - Passo del Croce Dominii                 | Brescia                   | steenslag | Ja                | ?             | Nee    |
| Sestriere                  | 2033 m | Cesana Torinese - Fenestrelle                    | Turijn                    | asfalt    | Ja                | 9%            | Nee    |
| Valles                     | 2033 m | Predazzo - Falcade                               | Trente - Belluno          | asfalt    | Nee               | 15%           | Nee    |
| Würzjoch                   | 2004 m | Chiusa - San Martino in Badia                    | Bolzano                   | asfalt    | Nee               | 16%           | Nee    |
| Maddalena                  | 1996 m | Argentera - Meyronnes                            | Cuneo - Frankrijk         | asfalt    | Nee               | 7%            | Nee    |
| Prato Piazza               | 1993 m | Bráies - Misurina                                | Bolzano                   | asfalt    | Nee               | 11,8%         | Nee    |
| Grimmjoch                  | 1989 m | Lavazèpas                                        | Trente - Bolzano          | asfalt    | Nee               | 7%            | Nee    |
| San Marco                  | 1985 m | Morbegno - Piazza Brembana                       | Sondrio - Bergamo         | asfalt    | Ja                | 11%           | Nee    |
| San Carlo                  | 1971 m | Morgex - La Thuile                               | Valle d'Aosta             | asfalt    | Ja                | 11,6%         | Nee    |
| Rolle                      | 1970 m | Predazzo - San Martino in Castrozza              | Trente                    | asfalt    | Nee               | ?             | Nee    |
| Cimon di Crasillina        | 1966 m | Ravascletto - Rualis                             | Udine                     | asfalt    | Ja                | 8%            | Nee    |
| Fraele                     | 1955 m | Lago di Cancano - /                              | Sondrio                   | steenslag | Ja                | ?             | Nee    |
| Scale                      | 1952 m | Pradelle - Lago di Cancano                       | Sondrio                   | asfalt    | Ja                | ?             | Nee    |
| Goletto di Gadino          | 1938 m | Esine - Bagolino                                 | Brescia                   | asfalt    | Ja                | 12,5%         | Nee    |
| San Pellegrino             | 1918 m | Moena - Falcade                                  | Trente - Belluno          | asfalt    | Nee               | 14%           | Nee    |
| Leonessa                   | 1901 m | Rieti - Leonessa                                 | Rieti                     | asfalt    | Nee               | 10%           | Nee    |
| Mortirolo                  | 1896 m | Monno - Grosio                                   | Brescia - Sondrio -       | asfalt    | Ja                | 14,2%         | Nee    |
| Croce Dominii              | 1892 m | Esine - Bagolino                                 | Brescia                   | steenslag | Ja                | 12,5%         | Nee    |
| Tonale                     | 1883 m | Ponte di Legno - Vermiglio                       | Brescia - Trente          | asfalt    | Nee               | 9,2%          | Nee    |
| Campolongo                 | 1875 m | Corvara - Arabba                                 | Bolzano - Belluno         | asfalt    | Nee               | 9,2%          | Nee    |
| Tende                      | 1871 m | Limone Piemonte* - Tende                         | Cuneo - Frankrijk         | asfalt*   | Ja                | 9%            | Ja     |
| Trivigno                   | 1845 m | Alpe di Foppa - Trivigno                         | Brescia - Sondrio         | asfalt    | Nee               | 11,4%         | Nee    |
| Vivione                    | 1828 m | Malonno - Schilpario                             | Brescia - Bergamo         | asfalt    | Nee               | 11%           | Nee    |
| Lavazè                     | 1808 m | Cavalese - Nova Ponte                            | Trente - Bolzano          | asfalt    | Nee               | 12%           | Nee    |
| Tre Croci                  | 1805 m | Cortina d'Ampezzo - Misurina                     | Belluno                   | asfalt    | Nee               | 10,6%         | Nee    |
| Ciampigotto                | 1790 m | Cardano - Pelos di Cadore                        | Belluno                   | asfalt    | Nee               | 11,7%         | Nee    |
| Staulanza                  | 1773 m | Selva di Cadore - Zoldo                          | Belluno                   | asfalt    | Nee               | 10,5%         |        |
| Furkel                     | 1759 m | Enneberg - Valdaora                              | Bolzano                   | asfalt    | Nee               | 12%           | Nee    |
| Costalunga                 | 1753 m | Cardano - Vigo di Fassa                          | Bolzano - Trente          | asfalt    | Nee               | 11%           | Nee    |
| Campo Carlo Magno          | 1702 m | Pinzolo - Dimaro                                 | Trente                    | asfalt    | Nee               | 12,4%         | Nee    |
| Tremalzo                   | 1694 m | Storo - Tremosine (zuidzijde onberijdbaar)       | Trente - Brescia          | asfalt    | Nee               | 9%            | Nee    |
| Maniva                     | 1664 m | Collio - Bagolino                                | Brescia                   | asfalt    | Nee               | 10,4%         | Nee    |
| Nigra                      | 1688 m | Tires - Carezza al Lago                          | Bolzano                   | asfalt    | Nee               | 17%           | Nee    |
| Monte Bondone              | 1654 m | Trento - Lasino                                  | Trente                    | asfalt    | Nee               | 16,2%         | Nee    |
| Duran                      | 1611 m | Agordo - Zoldo                                   | Bolzano - Trente          | asfalt    | Nee               | 14,5%         | Nee    |
| Capannelle                 | 1300 m | Montorio al Vomano - Pizzoli                     | L'Aquila                  | asfalt    | Nee               | ?%            | Nee    |
| Predilpas                  | 1156 m | Cave del Predil                                  | Friuli-Venezia Giulia     | asfalt    |                   |               |        |
| Cuvignone                  | 1036 m | Cittiglio - Porto Valtravaglia                   | Varese                    | asfalt    | Nee               | 11,2%         | Nee    |
| Bocco                      | 965 m  | Borzonasca - Mezzanego                           | Genua                     | asfalt    | Nee               | 9,1%          | Nee    |